# Mariano Alessandroni
Mariano Alessandroni (Roma, 27 aprile 1900 – Roma, 7 aprile 1980) è stato un calciatore italiano, di ruolo attaccante.

## Carriera
Con la Fortitudo Roma disputa 13 gare con 5 gol nei campionati di Prima Divisione 1922-1923 e Prima Divisione 1924-1925.